# Veb 2.0
Veb 2.0 (engl. Web 2.0) je fraza koju je prvu upotrebila O'Rajli medija grupa 2003. godine. 
U širu upotrebu je ušla tokom prve Web 2.0 konferencije 2004. godine.
Fraza je korišćena pri pominjanju usluga i servisa druge generacije na Internetu poput zajednica pa i Viki zasnovanih sajtova.
O'Rajli medija je organizovala niz konferencija sa tematkom vezanom za Veb 2.0 pa je i fraza ušla u širu upotrebu.

Mnogi iznose rezerve po pitanju upotrebe ove fraze jer je većina tehnologija potrebnih za postojanje Veb 2.0 postojala od začetaka Interneta.
Nesporno je ipak da način na koji se upotrebljava Internet ne zavisi isključivo od tehnologije već evoluira i sa postojećom tehnologijom te fraza ima koliko toliko smisla.

## Veb Evolucija
Razvoj Veb alata je povezan sa pojavom Vorld Vajld Veb servisa. Evoluciju Veb alata prikazuje postojanje Veb 1.0, Veb 2.0, Veb 3.0... Veb X.0 alata. 
Veb 1.0 alati, poznati kao konzumentski veb alati, koriste se u razdoblju od 1991-2001.g. i sastoje se od teksta i grafika. Najčešće su informacijski portali. Profesinalci stvaraju sadržaje, postavljaju ih na vebu, a korisnici koriste iste bez mogućnosti interakcije. Uloga korisnika je pasivna, konzumentska.
Veb 2.0 alati se pojavljuju u razdoblju od 2001-2007.g. kao poboljšanje VorldVajldVeb-a. Na konferenciji održanoj 2004g Tim O Rejli i Dejl Dogerti osmišljavaju naziv Veb 2.0 najavljujući konceptualne promena koje se dešavaju prilikom kreiranja veb sadržaja. Tim Orejli definiše Veb 2.0 alate kao revolucija u kompjuterskoj industriji Stranice postaju dinamične, moguće je postavljati, preuzimati, menjati sadržaje, postoji interakcija između vlasnika i korisnika sadržaja, moguće je prilagođavanje drugim uređajima. Veb 2.0 alati su prosumerski (pojam je nastao spajanjem reči producer i konsumer). Posmatraju Veb kao socijalnu platformu.
Veb 3.0 je semantički Veb. Po Tim Bern Lija Veb 3.0 ne opisuje samo sadržaj, kao Veb 2.0, već i kontekst tog sadržaja definiše kao podatak. Zbog toga Veb 3.0 ne opisuju samo sadržaj kao Veb 2.0, već i kontekst tog sadržaja definiše kao podatak. Zbog toga Veb 3.0. može čitati i razumeti sadržaj i kontekst. Omogućava filtriranje podataka u zavisnosti od interesovanja korisnika, pretražuju "pametno". Razdoblje njihovog korišćenja je 2008 -2015.
Razvoj Veba se nastavlja.

## Spoljašnje veze

### U korist upotrebe fraze
- M. Dimartino Marriott (22. 5. 2007). „Web 2.0 Wiki”.[мртва веза]
- Dan McLean (25. 1. 2007). „The online viral advertising era has arrived”. PCWorld.ca. Архивирано из оригинала 4. 3. 2007. г. Приступљено 27. 2. 2007. Спољашња веза у |publisher= (помоћ)
- Michael Arrington. „What is Web 2.0 video”. TechCrunch. Архивирано из оригинала 11. 9. 2007. г. Приступљено 12. 8. 2007.
- Steve Anderson (4. 3. 2007). „Independent Media Goes Web 2.0”. COA News. Архивирано из оригинала 8. 3. 2007. г. Приступљено 4. 4. 2007. Спољашња веза у |publisher= (помоћ)
- Dan McLean (25. 1. 2007). „The new web: Rewards and risks for businesses”. PCWorld.ca. Архивирано из оригинала 4. 3. 2007. г. Приступљено 27. 2. 2007. Спољашња веза у |publisher= (помоћ)
- Adario Strange (13. 12. 2006). „Media Threat”. New York Press. Архивирано из оригинала 4. 2. 2007. г. Приступљено 22. 12. 2006.
- Martin LaMonica (14. 3. 2006). „Google deal highlights Web 2.0 boom”. CNET. Архивирано из оригинала 4. 9. 2006. г. Приступљено 6. 8. 2006.
- Graham, Paul (2005). „Web 2.0”. Приступљено 2. 8. 2006. Непознати параметар |month= игнорисан (помоћ)
- Tim O'Reilly (30. 9. 2005). „What Is Web 2.0”. O'Reilly Network. Приступљено 6. 8. 2006.
- Kelly, Kevin (2005). „We Are the Web”. Wired magazine. Архивирано из оригинала 07. 08. 2006. г. Приступљено 6. 8. 2006. Непознати параметар |month= игнорисан (помоћ)
- Richard MacManus & Joshua Porter (4. 5. 2005). „Web 2.0 for Designers”. Digital Web Magazine. Приступљено 6. 8. 2006.
- SEOmoz.org (9. 5. 2007). „Web 2.0 Awards”. SEOmoz.org. Приступљено 4. 6. 2007.
- ComputerWeekly.com (4. 6. 2007). „Wake up to the dawn of Web 2.0”. ComputerWeekly.com. Приступљено 29. 6. 2007.
- Sanepr (9. 8. 2007). „World's first Web 2.0 Advertising Portal: Experience the Simplicity”. whynotad.com. Архивирано из оригинала 28. 9. 2007. г. Приступљено 7. 8. 2007.
- Sanepr (9. 8. 2007). „Online Advertising - Internet Marketing - World's first Wiki Web 2.0 Ad Portal: Experience the Simplicity”. whynotad.com. Архивирано из оригинала 28. 9. 2007. г. Приступљено 7. 8. 2007.

### Protiv upotrebe fraze
- Michael Gorman, Nicholas Carr, Andrew Keen;  . (13. 6. 2007). „Britannica Blog: "Web 2.0 Forum"”. Архивирано из оригинала 21. 6. 2007. г. Приступљено 11. 6. 2007.
- Nate Anderson (1. 9. 2006). „Tim Berners-Lee on Web 2.0: "nobody even knows what it means"”. Приступљено 5. 9. 2006.
- Richard "Lowtax" Kyanka (11. 1. 2007). „The Hogosphere: "Web 2.0: No Thanks, I'm Holding Out for Web 3.0"”. Something Awful. Архивирано из оригинала 2. 1. 2007. г. Приступљено 2. 1. 2007.
- Paul Boutin (29. 3. 2006). „The new Internet "boom" doesn't live up to its name”. Slate.com. Приступљено 6. 8. 2006.
- Shaw, Russell (17. 12. 2005). „Web 2.0? It doesn't exist”. ZDNet. Архивирано из оригинала 30. 12. 2005. г. Приступљено 6. 8. 2006.
- Orlowski, Andrew (21. 10. 2005). „Web 2.0: It's … like your brain on LSD!”. The Register. Приступљено 6. 8. 2006.
- Carr, Nicholas G. (3. 10. 2005). „The amorality of Web 2.0”. Приступљено 6. 8. 2006.
- Paul Anderson (UK writer) (27. 2. 2007). „What is Web 2.0? Ideas, technologies and implications for education” (PDF). Архивирано из оригинала (PDF) 30. 06. 2007. г. Приступљено 15. 3. 2007.
- Dmytri Kleiner, Brian Wyrick (16. 4. 2007). „InfoEnclosure 2.0”. Mute Magazine. Приступљено 29. 1. 2007.